# Lista dzieł Iannisa Xenakisa

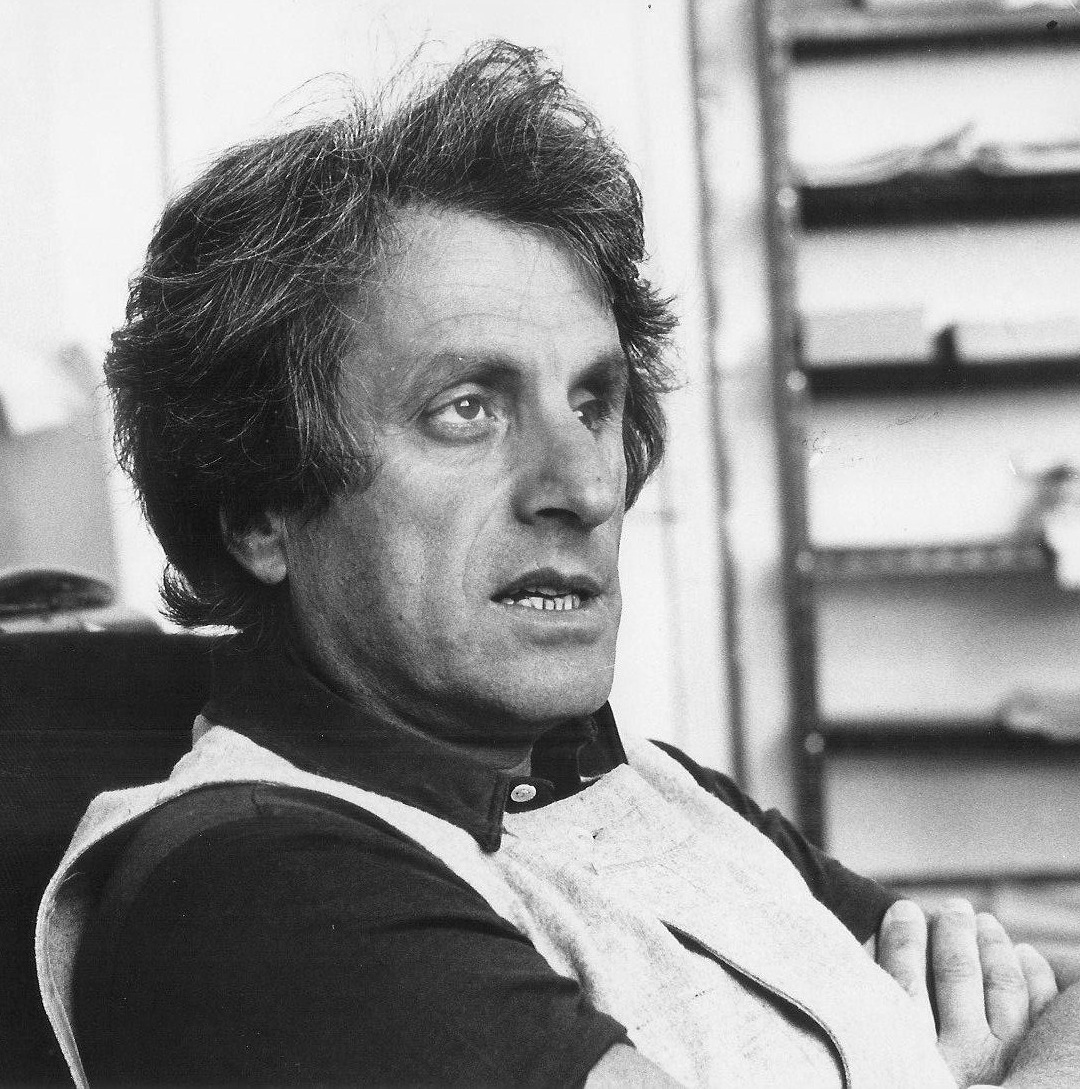
Iannis Xenakis w swoim paryskim studiu, ok. 1970

Lista wszystkich kompozycji Iannisa Xenakisa.

## Instrumentalne

### orkiestrowe
- Anastenaria II „Le sacrifice” (1953)
- Anastenaria III „Metastaseis” (1954)
- Duel na 2 małe ork. i 2 dyrygentów (1959)
- Stratégie na 2 małe ork. i 2 dyrygentów (1962)
- ST/48-1, 240162 (1962)
- Terretektorh (1966)
- Polytope de Montréalna 4 grupy ork. (1967)
- Nomos gamma (1968)
- Noomena (1974)
- Empreintes (1975)
- Jonchaies (1977)
- Lichens (1983)
- Alax na 3 zespoły po 10 instr. (1985)
- Horos (1986)
- Ata (1987)
- Tracées (1987)
- Kyania (1990)
- Tuorakemsu (1990)
- Krinoïdi (1991)
- Roáï (1991)
- Mosaïques (1993)
- Dämmerschein (1994)
- Koïranoï (1994)
- Ioolkos (1995)
- Sea-Change (1997)

### na orkiestrę smyczkową
- Pithoprakta na ork. smyczk., 2 puzony i perkusję (1956)
- Syrmos (1959)
- Eridanos na ork. smyczk. i 8 instr. dętych blasz. (1972)
- Pour les baleines (1982)
- Shaar (1983)
- Voile (1995)

### na instrument solo i orkiestrę/ zespół instrumentalny
- Synaphaï na fortepian i ork. (1969)
- Erikhthon na fortepian i ork. (1974)
- Keqrops na fortepian i ork. (1986)
- À l’île de Goréena amplifikowany klawesyn i 12 instr. (1986)
- Epicycles na wiolonczelę i 12 instr. (1989)
- Échange na klarnet basowy i 13 instr. (1989)
- Dox-Orkh na skrzypce i ork. (1991)
- Troorkhna puzon i ork. (1991)
- O-Mega na perkusję i 13 instr. (1997)

### na zespół instrumentalny
- Achorripsis na 21 instrumentalistów  (1957)
- Atrées ST/10-3, 060962 na flet, klarnet, klarnet basowy, róg, trąbkę, puzon, 3 perkusje, skrzypce i wiolonczelę (1962)
- ST/10-1, 080262 na klarnet, klarnet basowy, 2 rogi, harfę, perkusję i kwartet smyczk. (1962)
- Akrata na 16 instr. dętych (1965)
- Aroura na 12 instr. smyczk. (1971)
- Phlegra na 11 instrumentalistów (1975)
- Retours-Windungen na 12 wiolonczel (1976)
- Palimpsest na rożek ang. klarnet basowy, fagot, róg, perkusję, fortepian i kwintet smyczk. (1979)
- Thalleïn na flet piccolo, obój, klarnet, fagot, róg, trąbkę piccolo, puzon, perkusję, fortepian i kwintet smyczk. (1984)
- Jalons na flet piccolo, obój, klarnet basowy, klarnet kontabasowy, kontrafagot, róg, trąbkę, puzon, tubę, harfę i kwintet smyczk. (1986)
- Waarg na flet piccolo, obój, klarnet, fagot, róg, trąbkę, puzon, tubę i kwintet smyczk. (1988)

### kameralne
- Dhipli zyia na skrzypce i wiolonczelę (1951)
- ST/4-1, 080262 na kwartet smyczk. (1956–1962, transkrypcja ST/48-1, 240162)
- Analogique A na 9 instr. smyczk. (1958, wykonywany razem z Analogique B na taśmę)
- Morsima-Amorsima ST/4-1, 030762 na fortepian, skrzypce, wiolonczelę i kontrabass (1962)
- Eonta na fortepian, 2 trąbki i 3 puzony (1963)
- Anaktoria na klarnet, fagot, róg i kwintet smyczk. (1969)
- Persephassa na 6 perkusjonistów (1969)
- Charisma na klarnet i wiolonczelę (1971)
- Linaia-Agon na róg, puzon i tubę (1972)
- Epeï na rożek ang., klarnet, trąbkę, 2 puzony i kontrabas (1976)
- Dmaathen na obój i perkusję (1976)
- Ikhoor na trio smyczk. (1978)
- Pléïades na 6 perkusjonistów (1978)
- Dikhthas na skrzypce i fortepian (1979)
- Komboï na klawesyn amplifikowany i perkusję (1981)
- Khal Perrna kwintet dęty blaszany i 2 perkusjionistów (1983)
- Tetras na kwartet smyczk. (1983)
- Nyûyô | Soleil couchant na shakuhachi, sangen i 2 koto (1985)
- Akea na fortepian i kwartet smyczk. (1986)
- XAS na kwartet saksofonowy (1987)
- Okho na 3 djembe i bęben afrykański (1989)
- Oophaa na klawesyn i perkusję (1989)
- Tetora na kwartet smyczk. (1990)
- Paille in the Wind na wiolonczelę i fortepian (1992)
- Plektó | Flechte na flet, klarnet, perkusję, fortepian, skrzypce i wiolonczelę (1993)
- Ergma na kwartet smyczk. (1994)
- Mnamas Kharin Witoldowi Lutoslavskiemu na 2 rogi i 2 trąbki (1994)
- Kaï na flet, klarnet, fagot, trąbkę, puzon, skrzypce, altówkę, wiolonczelę i kontrabas (1995)
- Kuïlenn na flet, 2 oboje, 2 klarnety, 2 fagoty i 2 rogi (1995)
- Hunem-Iduhey na skrzypce i wiolonczelę (1996)
- Ittidra na sekstet smyczk. (1996)
- Roscobeck na wiolonczelę i kontrabas (1996)
- Zythos na puzon i 6 perkusjonistów (1996)

### na instrumenty solowe

#### na fortepian
- Menuet, Air populaire (1949)
- Mélodie, Andantem Allegro molto (1950)
- Suita (1951)
- Six Chansons pour piano (1951)
  - 1. Ça sent le musis
  - 2. J’avais un amour autrefois
  - 3. Une perdrix escendait de la montagne
  - 4. Trois moines crétois
  - 5. Aujourd’hui le ciel est noir
  - 6. Soustra, danse
- Thème et conséquences (1951)
- Herma (1961)
- Evryali  (1973)
- Mists (1981)
- À r. (Hommage à Ravel) (1987)

#### na instrumenty smyczkowe
- Nomos alpha na wiolonczelę (1966)[1]
- Mikka na skrzypce (1971)
- Theraps na kontrabas (1976)
- Mikka „S” na skrzypce (1976)
- Kottos na wiolonczelę (1977)[1]
- Embellie na altówkę (1981)

#### na inne instrumenty
- Gmeeoorh na organy (1974)
- Psappha na perkusję (1975)
- Khoaï na klawesyn (1976)
- Naama na klawesyn amplifikowany (1984)
- Keren na puzon (1986)
- Rebonds na perkusję (1988)

## Utwory wokalne
- La colombe de la paix na alt i 4 głosy wokalne (SATB) (1953)
- Stamatis Katotakis, chanson de table na głos i 3-głosowy chór męski (1953)
- Nuits na 3 soprany, 3 alty, 3 tenory, 3 basy lub chór mieszany; tekst fonetyczny (1968)
- Serment-Orkos na chór mieszany; słowa Hipokrates (1981)
- Pour la Paix wersja na chór mieszany; słowa Françoise Xenakis i tekst fonetyczny zestawiony przez kompozytora (1981)
- Knephas na chór mieszany; tekst fonetyczny zestawiony przez kompozytora (1990)
- Pu wijnuej we fyp na chór dziecięcy; słowa Arthur Rimbaud (1992)
- Sea Nymphs na chór mieszany; tekst fonetyczny wg Burzy Szekspira (1994)

## Utwory wokalno-instrumentalne

### na głos(y) i instrument(y)
- Tripli zyia na głos, flet i fortepian; słowa popularne (1952)
- Trois poèmes na głos i fortepian; słowa François Villon (1952)
- Zyia  na mezzosopran, 6 tenorów, flet i fortepian (istnieje wersja na sopran, flet i fortepian); grecki tekst fonetyczny (1952)
- N'shima na 2 mezzosoprany/alty, 2 rogi, 2 puzony i wiolonczelę; słowa hebrajskie i tekst fonetyczny, zestawione przez kompozytora (1975)
- Akanthos na sopran/mezzosopran i 8 instr.; tekst fonetyczny zestawiony przez kompozytora (1977)
- Pour Maurice na baryton i fortepian; tekst fonetyczny (1982)
- Kassandra (cz. II Orestei) na baryton, psałterium i perkusję; słowa Ajschylos (1987)
- La déesse Athéna (scena z Orestei) na baryton i 11 instr.; słowa Ajschylos (1992)

### na głos(y)/ chór i orkiestrę/ zespół instrumentalny
- Anastenaria I „Procession aux eaux claires” na chór mieszany, chór męski i ork. (1953)
- Polla ta dhina na chó dziecięcy i ork.; słowa z Antygony Sofoklesa (1962)
- Cendrées na chór mieszany i 5 instr.; tekst fonetyczny zestawiony przez kompozytora (1973)
- À Colone na chór męski lub żeński i 18 instr.; słowa z Edypa w Kolonie Sofoklesa (1977)
- Anémoessa na chór mieszany i orkiestrę; tekst fonetyczny (1979)
- Aïs na baryton amplifikowany, perkusję i ork.; słowa Safona i Homer(1980)
- Nekuïa na chór mieszany i ork.; fonemy i teksty z Siebenkäs Jeana Paula i Ecoute Françoise Xenakis (1981)
- Chant des Soleils na chór mieszany, chór dziecięcy, instrumenty dęte blaszane i perkusję; słowa kompozytor wg Jacquesa Pelletiera du Mansa (1983)
- Idmen A oraz Idmen B (grane wspólnie) na chór mieszany, 4 perkusjonistów; tekst fonetyczny wg Theogonii Hezjoda (1985)

## Utwory sceniczne
- Hiketides. Les Suppliantes d’Eschyle na 50 gł. żeńskich i 10 instr.; słowa Ajschylos (1964; z tego suita orkiestrowa 1968)
- Oresteia na chór dziecięcy, chór mieszany i 12 instr.; słowa Ajschylos (1966)
- Medea na głosy męskie i orkiestrę; słowa Seneka (1967)
- Kraanerg, balet na ork. i taśmę (1968)
- Antikhthon, balet na ork. (1971)
- À Hélène na chór żeński lub męski i głosy solowe; Helena Eurypidesa (1977)
- Bakxai Evrvpidov na baryton, chór żeński, marakasy i zespół instr.; Bachantki Eurypidesa (1993)

## Utwory na taśmę
- Diamorphoses (1958)
- Concret PH (1958)
- Analogique B (1959, wykonywany razem z utworem kameralnym Analogique A)
- Orient-Occident, muz. filmowa (1960)
- Bohor (1962)
- Hibiki Hana Ma, politop w Osace (1970)
- Persépolis, politop Persepolis (1971)
- Polytope de Cluny 1972)
- Polytope II (1974)
- La légende d’Eer, diatop w Paryżu (1977)

## Utwory komputerowe
- Mycenae alpha, politop w Mykenach (1978, UPIC)
- Pour la Paix na chór mieszany, dla 4 recyt. i na taśmę; też wersje: dla 4 recyt. i na taśmę/ na taśmę/ na chór mieszany (1981, UPIC)
- Taurhiphanie (1987, UPIC)
- Voyage absolu des Unari vers Andromède (1989, UPIC)
- GENDY3 (1991, GENDYN)
- S.709 (1994, GENDYN)